# Halsdorf

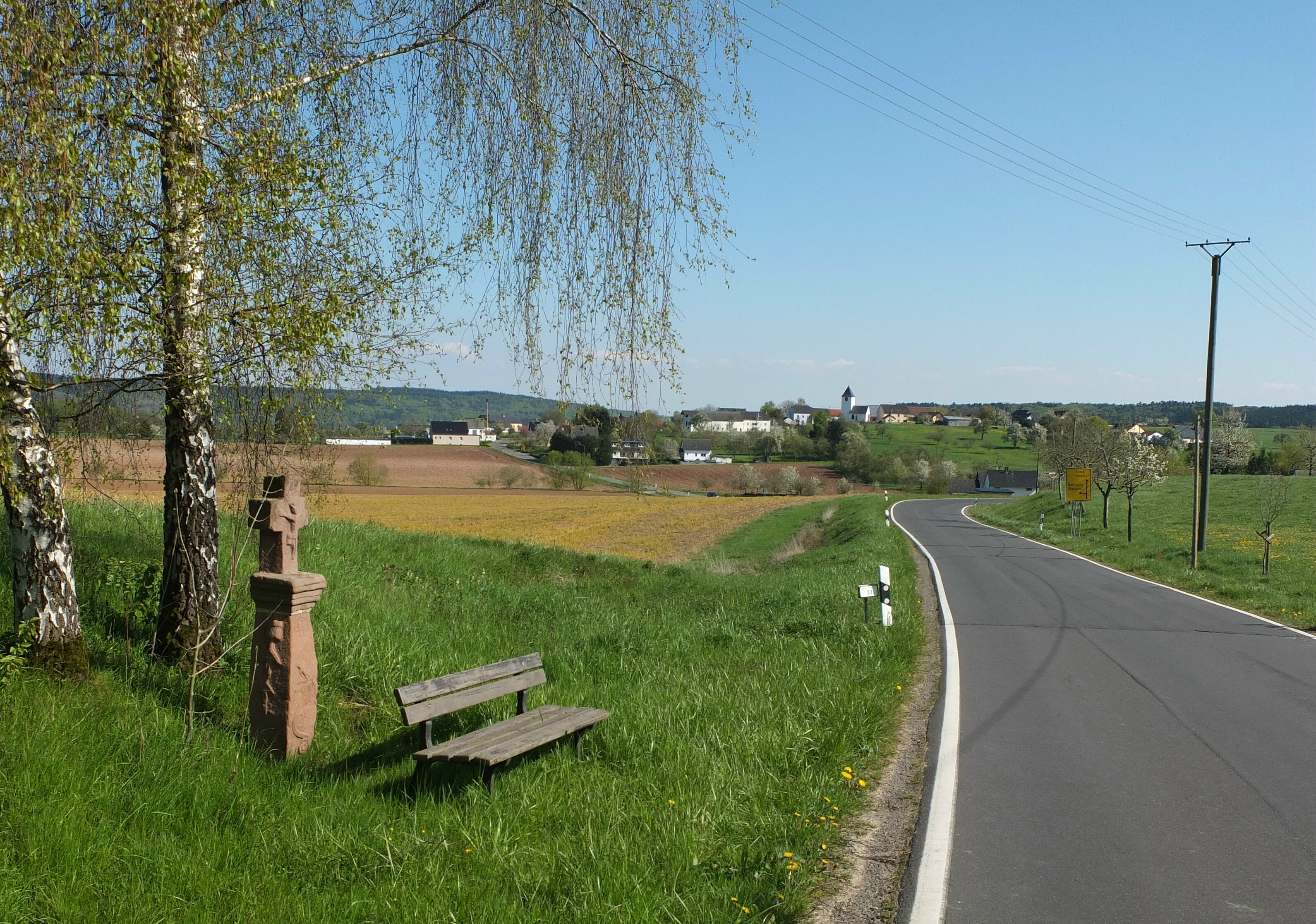
Metzenkreuz mit Halsdorf im Hintergrund

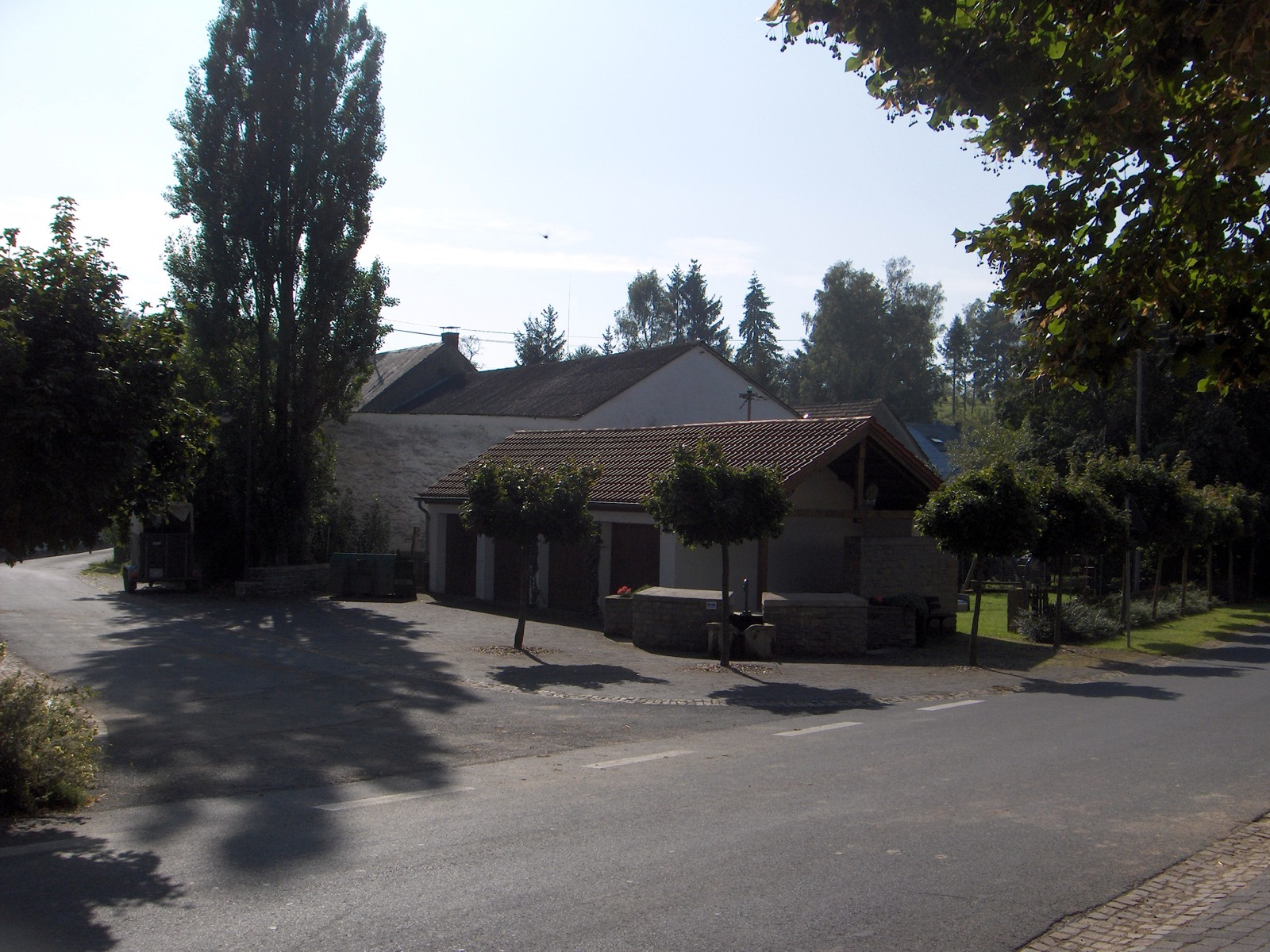
Dorfkern mit Feuerwehrhaus, Bushaltestelle und Brunnen

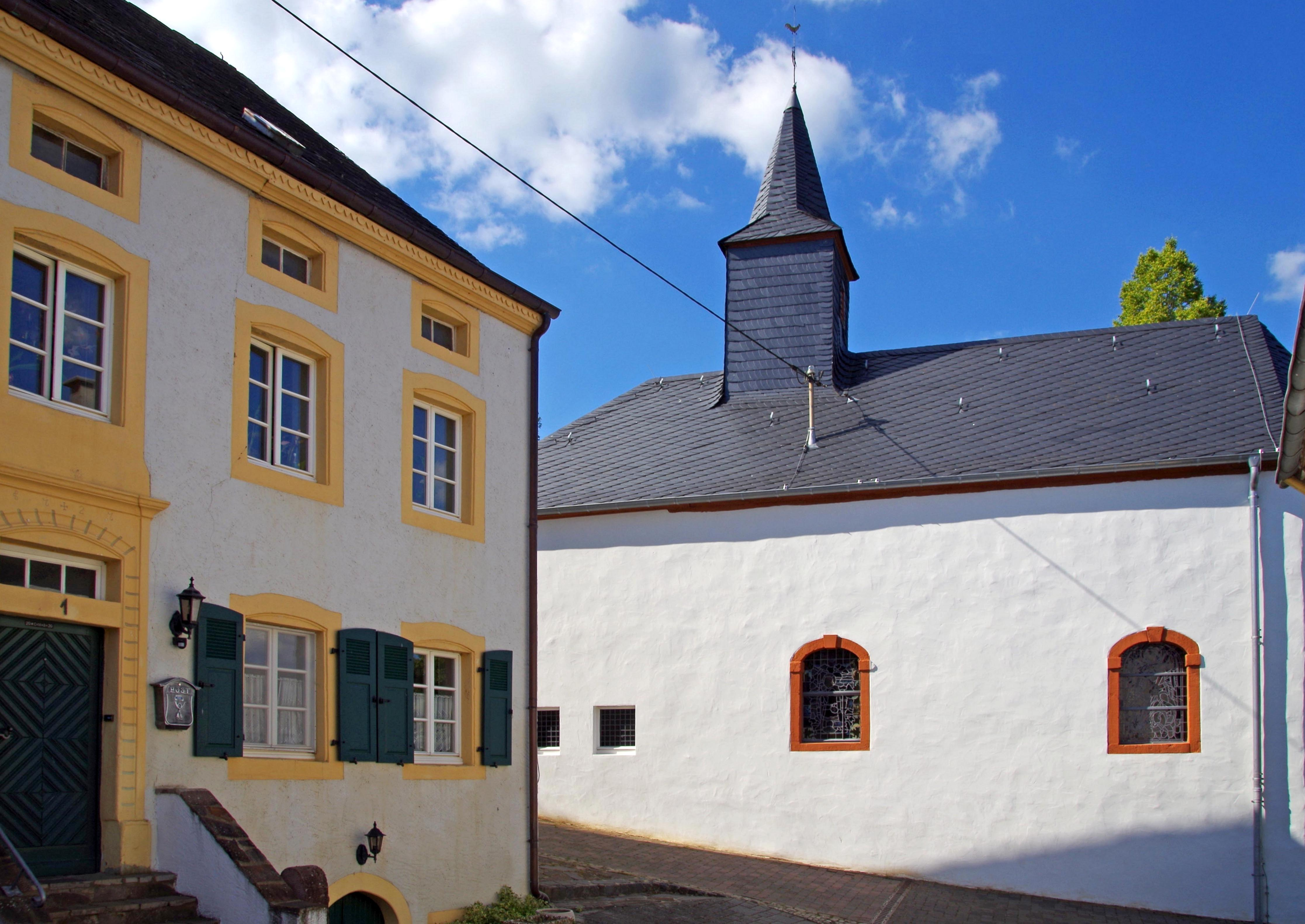
St. Ignatius und Franz Xaver

Halsdorf ist eine Ortsgemeinde im Eifelkreis Bitburg-Prüm in Rheinland-Pfalz. Sie gehört der Verbandsgemeinde Bitburger Land an.

## Geographie
Der Ort liegt in der Südwesteifel auf der Hochfläche zwischen Enz und Prüm. Die Kreisstadt Bitburg liegt etwa 10 km östlich der Gemeinde, die Staatsgrenze zu Luxemburg ca. 10 km westlich. Das Gemeindegebiet umfasst eine Fläche von 3,21 km², von der mit 91 % ein im Vergleich sehr hoher Anteil landwirtschaftlich genutzt wird, während nur 1 % von Wald bestanden ist. Über die Höhenrücken der Gemarkung verteilt sind mehrere in den letzten Jahren entstandene Windparks.
Zu Halsdorf gehören auch die Wohnplätze Moorhof, Schrödersgraben und Sonnenhof, sowie der Weiler Burengracht.
Nachbarorte sind Olsdorf im Norden, Bettingen im Nordosten, Stockem im Osten, Enzen im Süden und Mettendorf sowie Niehl im Nordwesten.

## Geschichte
Wie die meisten Ortschaften in der Umgebung entstand Halsdorf bei der Landnahmezeit ab dem 8. Jahrhundert. Darauf lässt die Endung des Ortsnamens „-dorf“ schließen. Die Ortschaft erscheint urkundlich erstmals 1501 als „Haltzdorf“.
Nach der französischen Besetzung Anfang des 19. Jahrhunderts wurde der zuvor zur Viandener Meierei Mettendorf gehörige Ort Teil der Französischen Republik (bis 1804) und anschließend des Französischen Kaiserreichs. Verwaltungstechnisch war er der Mairie Baustert im Arrondissement Bitbourg (Bitburg) des Departements der Wälder zugeordnet. Nach der Niederlage Napoleons kam Halsdorf aufgrund der 1815 auf dem Wiener Kongress getroffenen Vereinbarungen zum Königreich Preußen und gehörte nun zum Kreis Bitburg des Regierungsbezirks Trier, der 1822 Teil der neu gebildeten preußischen Rheinprovinz wurde. Aus der französischen Mairie ging 1816 die gleichnamige Bürgermeisterei (später Amt) hervor, deren Sitz 1871 nach Oberweis verlagert wurde. Zu der Zeit zählte die Gemeinde Halsdorf 106 Einwohner.
Als Folge des Ersten Weltkriegs war die gesamte Region dem französischen Abschnitt der Alliierten Rheinlandbesetzung zugeordnet. Nach dem Zweiten Weltkrieg wurde Halsdorf innerhalb der französischen Besatzungszone Teil des damals neu gebildeten Landes Rheinland-Pfalz. Das bis zu diesem Zeitpunkt bestehende Amt Oberweis wurde 1970 im Zuge der rheinland-pfälzischen Kommunalreform aufgeteilt. Halsdorf gehörte zu der südöstlichen Hälfte, die mit anderen Ämtern zur Verbandsgemeinde Bitburg-Land zusammengeschlossen wurde, die wiederum zum 1. Juli 2014 in die Verbandsgemeinde Bitburger Land aufging.
Bevölkerungsentwicklung
Während das Dorf 1615 noch aus vier Haushalten bestand, umfasste es 1700 schon sechs Häuser. Von 64 Einwohnern im Jahre 1803 stieg die Bevölkerungszahl bis 1962 auf 133 an und erreichte schließlich nach mehreren Schwankungen den heutigen Stand von 109 Einwohnern (2023).
Die Entwicklung der Einwohnerzahl von Halsdorf, die Werte von 1871 bis 1987 beruhen auf Volkszählungen:
| Jahr | Einwohner |
| ---- | --------- |
| 1815 | 51        |
| 1835 | 78        |
| 1871 | 106       |
| 1905 | 102       |
| 1939 | 114       |
| 1950 | 110       |
| 1961 | 130       |

| Jahr | Einwohner |
| ---- | --------- |
| 1970 | 129       |
| 1987 | 92        |
| 1997 | 79        |
| 2005 | 97        |
| 2011 | 102       |
| 2017 | 110       |

## Politik

### Gemeinderat
Der Gemeinderat in Halsdorf besteht aus sechs Ratsmitgliedern, die bei der Kommunalwahl am 9. Juni 2024 in einer Mehrheitswahl gewählt wurden, und dem ehrenamtlichen Ortsbürgermeister als Vorsitzendem.

### Bürgermeister
Berthold Heck wurde an 17. Juni 2019 Ortsbürgermeister von Halsdorf. Da bei der Direktwahl am 26. Mai 2019 kein gültiger Wahlvorschlag eingereicht wurde, oblag die Neuwahl gemäß rheinland-pfälzischer Gemeindeordnung dem Rat, der sich für Heck entschied. Da auch bei der Direktwahl am 9. Juni 2024 kein Vorschlag eingereicht wurde, oblag die Wahl wieder dem neu gewählten Rat. Dieser bestätigte auf seiner konstituierenden Sitzung am 29. August 2024 den bisherigen Bürgermeister Berthold Heck für weitere fünf Jahre in seinem Amt.
Hecks Vorgänger Werner Viktor hatte das Amt von 2004 bis 2019 ausgeübt.

### Wappen
| Wappen von Halsdorf | Blasonierung: „Unter rotem, mit zwei silbernen Lilien geteiltem Schildhaupt in Blau eine Pflugschar auf silbernem Grund; in rotem Schildfuß eine weitere Lilie in Silber.“ |
| Wappen von Halsdorf | Wappenbegründung: Für die ursprüngliche Zugehörigkeit zur Grafschaft Vianden steht das rote Wappen mit silbernem Balken. Attribut des Kirchenpatrons, des heiligen Franziskus Xaverius, ist die Lilie dreifach im Wappen enthalten, während die antike blaue Pflugschar auf die Bedeutung der Landwirtschaft hinweist. |

## Sehenswürdigkeiten
Innerhalb des Ortskerns sind mehrere alte Bauernhöfe in gutem Zustand erhalten geblieben. Sehenswert sind auch einige auf dem Gemeindegebiet vorhandene Wegekreuze. Das Ortsbild prägt auch die katholische Filialkirche St. Ignatius und Franz Xaver aus dem Jahre 1726, neben der sich ein Kriegerehrenmal befindet. Der Dorfplatz wird von einem Brunnen gesäumt und liegt direkt an der Ortsdurchfahrt der Kreisstraße Olsdorf–Bettingen–Enzen.

## Wirtschaft und Infrastruktur
Die Gemeinde liegt an der Kreisstraße K 4.